# Lippo Vanni

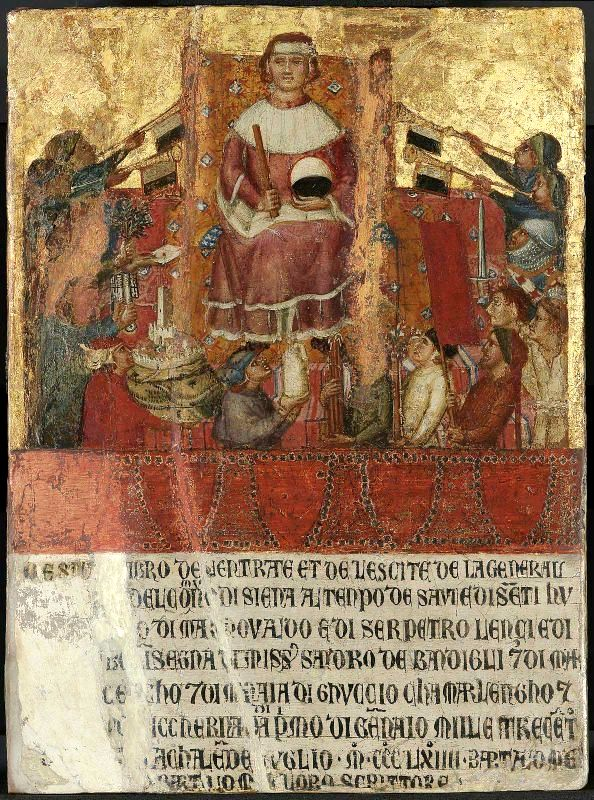
Copertina del Biccherna: L'offerta del Tributo di Lippo Vanni

Lippo Vanni (fl. XIV secolo) è stato un pittore e miniatore italiano, attivo tra il 1340 e il 1375 a Siena, quindi appartenente alla scuola senese.

## Biografia
Lippo Vanni (il cui nome corretto dovrebbe essere piuttosto Lippo di Vanni), come suo fratello Andrea Vanni non era solo un artista, ma anche un uomo politico che ricoprì diverse posizioni nel governo di Siena, e fece parte del Consiglio dei Dodici. 
Il suo nome apparve per la prima volta nei documenti d'archivio nel 1344 quando lo Spedale di Santa Maria della Scala gli commissionò la miniatura di un libro dei canti.
Lippo Vanni crebbe nella tradizione artistica senese di inizio Trecento e nelle sue opere mostra una forte influenza di Lippo Memmi, Simone Martini, i fratelli Lorenzetti e Niccolò di Ser Sozzo. 
Le prime sue opere furono quasi esclusivamente miniature di manoscritti. Le opere che gli vengono attribuite per gli anni 1350-1360 sono la Madonna col Bambino (conservata oggi a Perugia nella Galleria Nazionale dell'Umbria), le miniature del manoscritto Chorales del Seminario (Pontificio Seminario Regionale Pio XII), l'Antifonar (Duomo di Siena) e l'affresco "Madonna con Bambino e quattro santi" nella cappella Martinozzi della Basilica di San Francesco, che venne eseguito come se fosse un polittico dell'altare con una cornice in legno dorato, la predella e altri dettagli. 

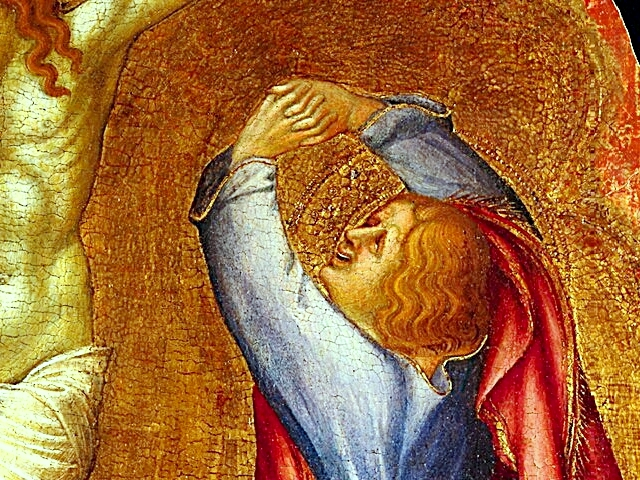
Crocifissione con la Vergine, Lippo Vanni 1350-1360

Nel 1358 Lippo Vanni per la Chiesa dei Santi Domenico e Sisto a Roma, dipinse un trittico raffigurante la Madonna in trono col Bambino tra i Ss. Domenico e Aurea (centro) e scene del martirio della santa (sportelli).. In essa egli rappresentò la Madonna con il Bambino, i Santi Domenico e Sisto e gli angeli. Ai piedi della Madonna dipinta la progenitrice della specie umana Eva con un serpente tentatore. Nel quadro c'è la firma dell'artista e la data esatta: «LIPPUS VANNIS DE SENIS ME PINXIT SUB AD VCCCLVIII».
Negli anni 1360-70 decorò un arco trionfale del coro e affrescò le "Scene della vita di Maria", "Santi" e "virtù" nell'eremo di San Leonardo al Lago a Monteriggioni. Insieme a Antonio Veneziano realizzò degli affreschi all'interno del Duomo di Siena (1369-70). Durante questo periodo dipinse il trittico-reliquiario "Santi Domenico, Pietro Martire e San Tommaso d'Aquino" (1372-74), che ora è conservato nel Museo Pio Cristiano del Vaticano. Un altro trittico-reliquiario, "Madonna con Bambino e Santi", che realizzò nel 1374-1375 è nella Galleria Walters a Baltimora. Nel 1372 dipinse presso la Sala del Mappamondo del Palazzo Pubblico di Siena un grande affresco raffigurante la « Battaglia della Val di Chiana» dove si ricorda la vittoria dell'esercito senese, comandato da Francesco Orsini, sulla Compagnia del Cappelletto, comandata da Niccolò da Montefeltro, nella battaglia svoltasi in Val di Chiana nel 1363. Nel 1372 dipinse un affresco dell'Annunciazione nella chiesa di San Domenico a Siena.
Lippo Vanni lavorò quasi esclusivamente nei dintorni di Siena anche se ci sono testimonianze di suoi lavori a Napoli con il fratello. Fu un artista piuttosto conservatore, preservado la tradizione senese.